# North Branch (Minnesota)
Pour les articles homonymes, voir North Branch.
North Branch est une ville américaine située dans le Comté de Chisago, dans le Minnesota. Selon le recensement de 2010, sa population est de 10 125 habitants.

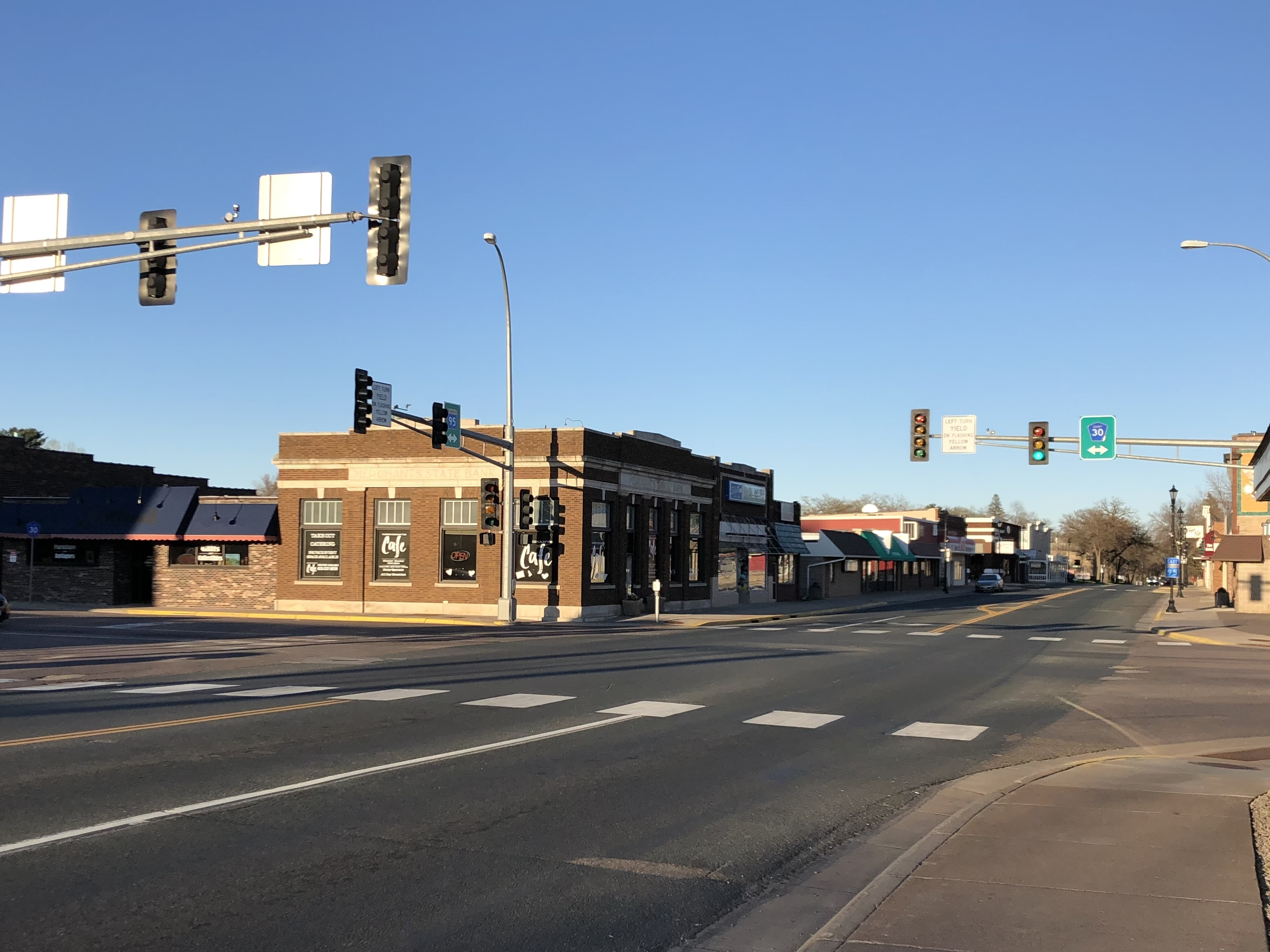
Centre-ville de North Branch